# Sarga járás
Sarga járás (mongol nyelven: Шарга сум) Mongólia Góbi-Altaj tartományának egyik járása. Területe 5500 km². Népessége kb. 3200 fő. 
Székhelye Sarga (Шарга), mely 99 km-re nyugatra fekszik Altaj tartományi székhelytől.